# 王倹
王 倹（おう けん、元嘉29年（452年）- 永明7年5月3日（489年6月16日））は、南朝宋から斉にかけての官僚・学者・詩人。字は仲宝。本貫は琅邪郡臨沂県。

## 経歴
王僧綽の子として生まれた。元嘉30年（453年）、文帝を弑逆して帝位に就いた劉劭によって王僧綽が殺されるという事件が起き、王倹は叔父の王僧虔によって育てられた。若い頃より学問を好み、常に書物を手放さなかったという。その名を聞いた袁粲より推薦されて、明帝の次女の陽羡公主を娶って、駙馬都尉とされた。その後、秘書郎・太子舎人・秘書丞と当時最高のエリートコースを歩み、最後は侍中まで進んだ。また書物を整理して、『七志』40巻・『元徽四部書目』の書籍目録を編纂した。
劉昱が即位し、その下で軍閥の蕭道成が力を付けて太尉となると、王倹はこれに接近してその長史となった。蕭道成（高帝）が南朝斉を建てると王倹は尚書右僕射から左僕射になり、2千戸の食邑を拝領した。さらに高帝崩御後には遺詔によって尚書令となった。尚書令はこの頃の宰相職であるが、実権は高帝の後を継いだ武帝の周りにいる寒人たちが握っており、王倹は「大位を有していると言っても、権力はとうてい茹公（茹法亮）に及ばない」と言っている。
永明3年（485年）には国子祭酒とされ、これとは別に自宅に学士館を設け、当時衰退していた儒学の復興に努めた。
永明7年5月乙巳（489年6月16日）、病気により死去。享年38。太尉の位を追贈され、子の王騫が後を継いだ。

## 伝記資料
- 『南斉書』巻23 列伝第4
- 『南史』巻22 列伝第12